# Stand-bykiller
Een stand-bykiller is een apparaat dat het sluipverbruik van een televisie of ander apparaat voorkomt, door het toestel helemaal uit te schakelen wanneer het in de stand-by-stand staat.
Wanneer met de afstandsbediening de televisie wordt aangezet, pikt de stand-bykiller het infrarode signaal van de afstandsbediening op, en zet de televisie weer stand-by. Door nogmaals op de afstandsbediening te drukken wordt de televisie dan echt ingeschakeld.
De stand-bykiller wordt met een stekker in het stopcontact gestoken. Deze heeft zelf ook een stopcontact waar de stekker van het televisietoestel in gaat. Wanneer de televisie in de stand-bystand staat, gebruikt hij heel weinig stroom. Dit wordt gedetecteerd, en de stroom wordt afgesloten. Wanneer met de afstandsbediening van de televisie of video een signaal wordt gegeven, wordt de stand-bykiller geactiveerd en gaat de televisie weer aan. De stand-bykiller dient dus altijd in het zicht van de afstandsbediening te staan, en bijvoorbeeld niet achter de televisiekast te liggen.
Een modern televisietoestel verbruikt in stand-bystand minder dan 1 watt, na 2010 is dit zelfs verplicht. Na 2013 is dit zelfs gereduceerd tot 0,5 watt. Een stand-bykiller is dus voor moderne toestellen onnodig, omdat hij zelf ook vermogen verbruikt, en hij zou zelfs erger dan de kwaal kunnen zijn.